# Purdy (Washington)
Purdy az Amerikai Egyesült Államok északnyugati részén, Washington állam Pierce megyéjében elhelyezkedő statisztikai település. A 2010. évi népszámlálási adatok alapján 1544 lakosa van.

## Történet
A térség első lakói a Henderson-öbölben halászó és kagylót gyűjtögető indiánok voltak.
1884-ben Isaac Hawk 77 ezer négyzetméter területet értékesített Horace Knapp háborús veterán számára, aki azt felparcellázta és megalapította Purdyt. A település névadója Joseph W. Purdy tacomai üzlettulajdonos, aki az első iskola felépítéséhez szükséges nyersanyagokat biztosította.
1885. február 8-án Knapp feleségül vette Josephine Fullert. Knapp a közelben fakitermelő telepet üzemeltetett, ahol munkásszálló és menza is működött.
James Ashton, Joseph Purdy, William Rowland és Mr. Sherman 1885-ben gyárat alapítottak; egy év múlva szerződést kötöttek a haditengerészettel, hogy ők szállítják a bremertoni hajóműhelyhez szükséges faanyagot. A fafeldolgozóban alkalmazott eljárásnak köszönhetően adott idő alatt több nyersanyagot tudtak feldolgozni, ezáltal a vetélytársaiknál olcsóbbak lehettek. A faanyagot a dombról egy csúszda segítségével juttatták a vízpartra.
Purdyt „lármás gyárvárosként” ismerték. A fafeldolgozó sikerét követően hamarosan egy üzlet és posta is létesült. A település osztrigafeldolgozóját 1900 körül nyitotta meg a francia Mr. Oullette; az éttermekben ma is szolgálnak fel osztrigát.
1900-ban megnyílt a település második iskolája; a gyerekek fél évet itt, fél évet pedig Waunában töltöttek, hogy mindkét intézmény fennmaradhasson. A Peninsula Gimnázium Purdy egykori iskoláinak helyén nyílt meg.

## Fordítás
- Ez a szócikk részben vagy egészben  a   Purdy, Washington című angol Wikipédia-szócikk ezen változatának fordításán alapul.  Az eredeti cikk szerkesztőit annak laptörténete sorolja fel. Ez a jelzés csupán a megfogalmazás eredetét és a szerzői jogokat jelzi, nem szolgál a cikkben szereplő információk forrásmegjelöléseként.